# Te mâl
Te Mâl is een actiegroep die zich verzet tegen bezuinigingen en andere maatregelen die schade doen aan taal, cultuur, onderwijs, milieu en jongerenwerk in de Nederlandse provincie Friesland.
De actiegroep Te Mâl is ontstaan in 2003, als reactie op een bezuinigingsnota van Gedeputeerde Staten van Friesland waarin werd voorzien het subsidiebudget voor organisaties op het gebied van cultuur, emancipatie en milieuzorg met 40% te reduceren. Mede dankzij de acties van Te Mâl is het betreffende voorstel door Provinciale Staten afgewezen.
Nadien heeft Te Mâl zich met succes verzet tegen bezuinigingsplannen van de gemeente Leeuwarden en tegen onderwijshervormingsplannen van Gedeputeerde Staten. In 2005 voert Te Mâl actie tegen de vernieuwde kerndoelen voor het vak Fries in het voortgezet onderwijs.
Actiemiddelen die Te Mâl hanteert zijn demonstraties, petities en handtekeningenacties, posteracties, lobbywerk, het deelnemen aan symposiumdiscussies en polemieken in kranten, het verspreiden van buttons en het inbreken op happenings van politieke partijen.
De samenstelling van Te Mâl is wisselend. De leiding bestaat vooral uit jongeren. Begin 2005 had Te Mâl ruim driehonderd leden. Te Mâl staat onder voorzitterschap van Elbrecht Claus uit Leeuwarden.